# Cassiope abbreviata
Cassiope abbreviata är en ljungväxtart som beskrevs av Hand.-mazz. Cassiope abbreviata ingår i släktet kantljungssläktet, och familjen ljungväxter. Inga underarter finns listade i Catalogue of Life.